# Apophysius rufus
Apophysius rufus är en stekelart som beskrevs av Joseph Augustine Cushman 1937. Apophysius rufus ingår i släktet Apophysius och familjen brokparasitsteklar. Inga underarter finns listade i Catalogue of Life.